# Rhegmoclema edwardsi
Rhegmoclema edwardsi är en tvåvingeart som först beskrevs av Collin 1954.  Rhegmoclema edwardsi ingår i släktet Rhegmoclema och familjen dyngmyggor. Inga underarter finns listade i Catalogue of Life.